# Tumba (Svezia)
Tumba è una cittadina (tätort) della Svezia centrale, situata nella contea di Stoccolma; è il capoluogo amministrativo della municipalità di Botkyrka.
Una parte del territorio della cittadina di Tumba è compreso nei confini della municipalità di Salem.